# アナウンサーの世界
『アナウンサーの世界』（アナウンサーのせかい）は2018年10月9日からRKB毎日放送（RKBラジオ）で放送されているトーク番組である。

## 番組概要
3人のアナウンサーが日替わりで登場し、「共感のとき」を提供するラジオ番組である。コーナーで扱うテーマはそれぞれ異なり、担当パーソナリティごとにサブタイトルがつけられている。
2018年10月の放送開始以降、ナイターシーズンは週1回の録音放送、ナイターオフシーズンは週3回の生放送番組として放送されてきたが、2020年のナイターオフ改編は月曜日の録音+火曜日〜木曜日の生放送というスタイルとなった。
2022年3月24日の放送をもって終了するが、同年10月の改編で「坂田周大のいいねちょうだい」が独立した（後述）。

## 放送時間
- 月曜日 22:10-22:52（JST。2021年3月29日[3]〜2021年12月27日[4]）
- 火曜日〜木曜日 19:00-21:00（JST。2021年10月日〜2022年3月24日）

### 過去の放送時間
- 火曜日〜木曜日 19:30-21:30（JST。2018年10月9日〜2019年3月28日）
- 月曜日 21:45-22:52（JST。2019年4月1日〜9月23日）
- 火曜日〜木曜日 19:30-21:00(JST。2019年10月1日〜2020年3月26日[5])
- 月曜日 22:05-22:52（JST。2020年3月30日[6]〜9月27日）
- 月曜日 22:10-22:52、火曜日〜木曜日 19:00 - 21:00（JST。2020年10月5日[7]〜2021年3月25日）

## サブタイトル・パーソナリティ
- 坂田周大の「いいね」ちょうだい 出演:坂田周大 月曜（隔週）
- マリコの部屋 出演:本庄麻里子 月曜（隔週）
- みずきのハッピートラベル 出演:田中みずき 火曜
- MJ Night 出演:三好ジェームス 水曜
- ニッチな夜 出演:佐藤巧木曜

### 過去
- トコワカタイム 出演:池尻和佳子 2018年10月〜2020年9月に出演
- ワキワキチューズデー 出演:宮脇憲一 火曜

## コーナー
- 今日はこんな日
- あなこれスタイル（三好:グルメ 池尻:人物 坂田:映画）
- ナイショの診察室（三好:グチ 池尻:女の気持ち 坂田:恋）
- おやすみの時間

## 坂田周大のいいねちょうだい

### 概要
3時間12分の生放送番組。「アナウンサーの世界」の精神を引き継ぎつつ、18時台はニュースと音楽、19時台はHKT48メンバーとの企画を中心に構成。「全体を一つの番組としても楽しめるし、３つそれぞれを独立した番組として切り離しても楽しめる」と謳っている。

### 出演者
- 坂田周大
- HKT48メンバーから2名（1人月替わり+1人週替わり。19時台のみ）

### 放送時間
- 金曜日17:48 - 21:00→
- 火曜日17:45 -

### コーナー
- 音楽クルージングゾーン（17:48～19:00）
- HKT48ゾーン「HKTV-R」（19時台）
- いいねちょうだいゾーン（20時台）
  - 絵のないロードショウ
  - 熱いトリセツ
  - 家族への手紙